# Salinas (Californie)
Pour les articles homonymes, voir Salinas.
Salinas est une municipalité de Californie aux États-Unis, c'est le siège du comté de Monterey et la « capitale de la laitue ». Sa population était de 150 441 habitants en 2010.

## Économie
L'économie de Salinas et de sa région est principalement tournée vers l'agriculture (fruits et légumes), et surtout pour sa production de laitue ; en effet 80 % de la laitue des États-Unis provient de la vallée de Salinas.
Le centre commercial Northridge Mall se trouve à Salinas.

## Démographie
| Groupe            | Salinas | Californie | États-Unis |
| ----------------- | ------- | ---------- | ---------- |
| Blancs            | 45,9    | 57,6       | 72,4       |
| Autres            | 39,3    | 17,0       | 6,2        |
| Asiatiques        | 6,3     | 13,1       | 4,8        |
| Métis             | 5,1     | 4,9        | 2,9        |
| Afro-Américains   | 2,0     | 6,2        | 12,6       |
| Amérindiens       | 1,3     | 1,0        | 0,9        |
| Océaniens         | 0,3     | 0,4        | 0,2        |
| Total             | 100     | 100        | 100        |
|                   |         |            |            |
| Latino-Américains | 75,0    | 37,6       | 16,7       |

Selon l'American Community Survey, pour la période 2011-2015, 64,37 % de la population âgée de plus de 5 ans déclare parler espagnol à la maison, alors que 31,0 % déclare parler l'anglais, 1,79 % le tagalog et 2,84 % une autre langue.
| 1870 | 1880  | 1890  | 1900  | 1910  | 1920  |
| ---- | ----- | ----- | ----- | ----- | ----- |
| 599  | 1 854 | 2 339 | 3 304 | 3 736 | 4 308 |

| 1930   | 1940   | 1950   | 1960   | 1970   | 1980   |
| ------ | ------ | ------ | ------ | ------ | ------ |
| 10 263 | 11 586 | 13 917 | 28 957 | 58 896 | 80 479 |

| 1990    | 2000    | 2010    | - | - | - |
| ------- | ------- | ------- | - | - | - |
| 108 777 | 151 060 | 150 441 | - | - | - |

## Histoire
Avant la colonisation la région est habitée par les Ohlones, les Salinans (en) et les Esselen, bien que la zone délimitant la ville soit plus associée aux Ohlones. À la suite de la sécularisation de 1833, les terres sont divisées en ranchos. Salinas est alors un marécage. James Bryant Hill rachète deux ranchos historiques de la ville, le Rancho Nacional et le Rancho Sausal, avec le projet de développer des activités agricoles à grande échelle. Il fait aussi construire un lotissement, Hilltown, mais perd la propriété de ses terres à la suite de difficultés financières. Malgré cela, il devient en 1854 le premier postier de la région de Salinas. Un autre entrepreneur, Jacob Leese, rachète la partie Rancho Sausal à la société de Hill. Il vend une parcelle de terre à Elias Howe, considéré comme le fondateur de la ville avec sa Halfway House rachetée par Alberto Trescony en 1857. Trescony y diversifie ses activités commerciales, et son American Hotel devient la première poste de la ville.
Salinas prend les premières allures d'une ville dans le courant des années 1860. En 1868, le nombre d'édifices dans la ville passe d'une quinzaine à 125. En novembre 1872, la Southern Pacific Railroad opère la jonction avec Salinas et la ville est incorporée. L'agriculture de la région se focalise dans la production de céréales. Dans les années 1870, la ville se dote du télégraphe, de la distribution du gaz/eau/électricité, d'une rue bitumée, une banque, et de trois journaux locaux. 10% de la population est composée de Chinois. Dans les années 1880-1890, l'économie de la région se refocalise sur la production de la betterave.

## Jumelages
- Cebu (Philippines) depuis 1964
- Ichikikushikino (Japon) depuis 1979
- Jerécuaro (Mexique) depuis 1996
- Guanajuato (Mexique) depuis 2007

## Personnalités liées à la ville
- John Steinbeck a souvent utilisé la ville de Salinas et sa vallée environnante comme cadre de ses romans.

### Filmographie
- East of Salinas (2015), diffusé sur PBS, réalisé par Laura Pacheco et Jackie Mow